# B and E
B and E è un census-designated place (CDP) degli Stati Uniti d'America della contea di Starr nello Stato del Texas. La popolazione era di 518 abitanti al censimento del 2010. È stato creato per distacco dal CDP di La Puerta.

## Geografia fisica
B and E è situata a 26°21′24″N 98°45′13″W (26.356531, -98.753675).
Secondo lo United States Census Bureau, il CDP ha una superficie totale di 0,18 km², dei quali 0,18 km² di territorio e 0 km² di acque interne (0% del totale).

## Società

### Evoluzione demografica
Secondo il censimento del 2010, la popolazione era di 518 abitanti.

### Etnie e minoranze straniere
Secondo il censimento del 2010, la composizione etnica del CDP era formata dal 93,82% di bianchi, lo 0% di afroamericani, lo 0% di nativi americani, lo 0% di asiatici, lo 0% di oceanici, il 5,98% di altre razze, e lo 0,19% di due o più etnie. Ispanici o latinos di qualunque razza erano il 98,07% della popolazione.